# Podobwód Wodzisław Armii Krajowej
Podobwód Wodzisław – jednostka partyzancka Związku Walki Zbrojnej, a następnie Armii Krajowej. Operowała na terenie gminy Wodzisław.
Podobwód ten wchodził w skład Obwodu Jędrzejów Inspektoratu Kieleckiego Okręgu Radom-Kielce ("Jodła") AK. Nosił numer porządkowy V oraz kryptonim "Łąka".
W Wodzisławiu znajduje się pamiątkowa tablica ku czci dwóch żołnierzy Placówki "Borek" Podobwodu Wodzisław, tj.: ppor. Józefa Maja pseud. "Balet" (zastrzelony przez niemieckich żandarmów w kwietniu 1943), ppor. Jana Stępkowskiego pseud. "Michał" (zginął po wojnie w kieleckim więzieniu).